# مايك جوهاز
مايك جوهاز هو لاعب كرة قدم أمريكية ولاعب كرة قدم كندية كندي، ولد في 23 يوليو 1976 في فانكوفر في كندا.